# Martie 2022
Acest articol este generat integral pe baza informațiilor din articolul 2022 și este actualizat periodic de un robot.
 Editările făcute în articol vor fi șterse la următoarea actualizare! Dacă doriți să faceți modificări, editați articolul-sursă.

ianuarie -
februarie -
martie -
aprilie -
mai -
iunie -
iulie -
august -
septembrie -
octombrie -
noiembrie -
decembrie
Martie 2022 a fost a treia lună a anului și a început într-o zi de marți.

## Evenimente

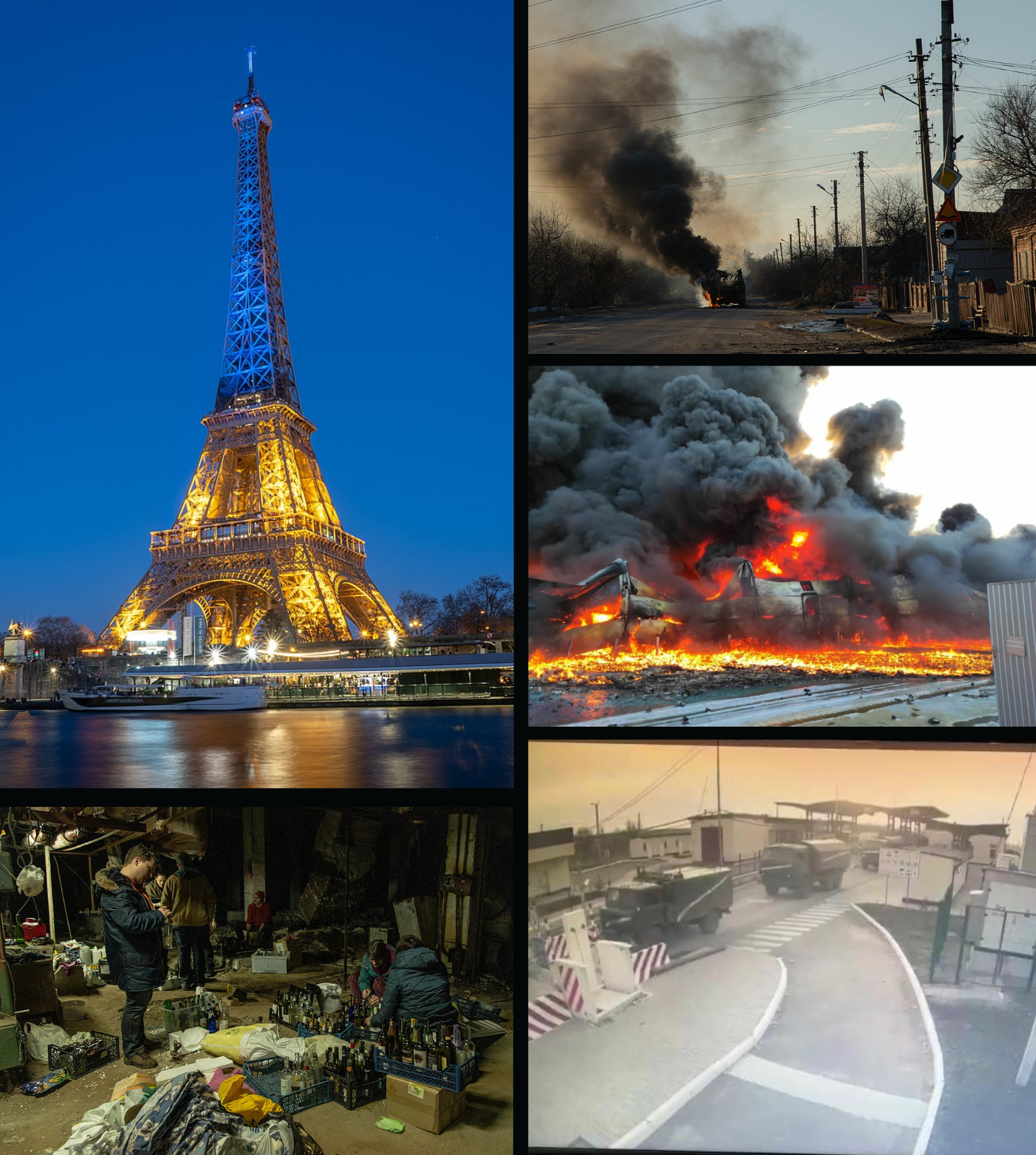
Montaj al invaziei rusești a Ucrainei din 2022, parte a războiului ruso-ucrainean.

- 1 martie: Invazia Rusiei în Ucraina (2022): Un oficial al Departamentului de Apărare al SUA a declarat că forțele ruse au capturat Berdeanskul și Melitopolul. Oficialul a mai declarat că Rusia a lansat aproximativ 400 de rachete asupra Ucrainei — dar apărarea antirachetă a Ucrainei rămâne operațională, Rusia a desfășurat lansatoare capabile să tragă cu arme termobarice (dar nu se știe dacă în prezent sunt în arme termobarice în Ucraina), aproximativ 80% din forțele ruse care au înconjurat Ucraina sunt acum în interiorul țării, iar unele unități rusești fie au rămas fără alimente și combustibil, fie s-au predat.
- 1 martie: Președintele ucrainean Volodimir Zelenski s-a adresat Parlamentului European de la Strasbourg, care a votat o rezoluție împotriva războiului ruso-ucrainean, cu 318 voturi „pentru”, 2 „împotrivă” și 10 „abțineri”.
- 2 martie: Tragedie aviatică în Dobrogea, peste 8 militari au murit în urma unui accident aviatic, inclusiv o aeronavă s-a prăbușit în comuna constățeană Cogealac și un elicopter militar au fost doborât în satul Gura Dobrogei din cauza condițiilor meteo nefavorabile.
- 2 martie: Curtea Penală Internațională începe o anchetă cu privire la posibile crime de război comise de Rusia în Ucraina.
- 3 martie: Adunarea Națională a Armeniei alege ministrul în exercițiu al Industriei de înaltă tehnologie și fost primar al Erevanului, Vahagn Khachaturyan, ca președinte al Armeniei, în urma demisiei lui Armen Sarkissian.
- 3 martie: Președinta Republicii Moldova, Maia Sandu, a anunțat că a cerut aderarea Republicii Moldova la Uniunea Europeană.
- 4 martie: Transnistria cere câștigarea independenței în față de Republica Moldova, după mai bine de 30 de ani de la declanșarea conflictului din stânga Nistrului.
- 9 martie: Alegeri prezidențiale în Coreea de Sud. Candidatul opoziției, Yoon Suk-yeol, a câștigat alegerile prezidențiale.
- 9 martie: România a ieșit din stare de alertă la ora 00:00 pentru prima dată din 2020, iar toate restricțiile impuse împotriva COVID-19 sunt anulate.
- 10 martie: O dronă de recunoaștere Tupolev Tu-141 se prăbușește la periferia orașului Zagreb, Croația, declanșând o explozie puternică și formând un crater mare, fără a provoca victime. Aeronava fără pilot a zburat prin spațiul aerian românesc și maghiar înainte de a se prăbuși în Croația.
- 10 martie: Ministrul rus de externe Serghei Lavrov și ministrul ucrainean de externe Dmytro Kuleba poartă discuții la Ankara, Turcia. Acestea sunt discuțiile la cel mai înalt nivel între cele două națiuni de la invazie. Nu s-a ajuns la încetarea focului, dar a fost discutată posibilitatea unei întâlniri cu președintele ucrainean Volodimir Zelenski și cu președintele rus Vladimir Putin.
- 10 martie: Rusia anunță că se va retrage din Consiliul Europei.
- 10 martie: Liderul opoziției conservatoare Yoon Suk-yeol este confirmat câștigător al alegerilor prezidențiale de pe 9 martie, cu 48,59% din voturi. El va prelua funcția de președinte al Coreei de Sud pe 10 mai.
- 10 martie: Parlamentul de la Budapesta a ales, pentru prima dată, o femeie la președinția Ungariei, în persoana lui Katalin Éva Novák, pentru un mandat de cinci ani.
- 10 martie: În sport, Guvernul britanic îl sancționează pe oligarhul rus și proprietarul clubului de fotbal Chelsea Roman Abramovici, înghețându-și toate bunurile în Regatul Unit. Sancțiunile înseamnă că clubul Chelsea din Premier League nu va mai putea vinde bilete pentru jocuri, magazinul său de marfă va fi închis și nu va putea cumpăra sau vinde jucători pe piața de transferuri până când clubul nu va fi vândut.
- 11 martie: Invazia Rusiei în Ucraina (2022): Bătălia pentru orașul Melitopol: Trupele ruse îl capturează pe primarul orașului Melitopol Ivan Fedorov și îl duc într-o locație necunoscută, după ce acesta a refuzat să coopereze cu forțele de ocupație ruse. Captura lui Fedorov este confirmată de oficialul Ministerului Afacerilor Interne din Ucraina, Anton Herașcenko.
- 11 martie: Invazia Rusiei în Ucraina (2022): Un convoi mare de vehicule militare rusești, inclusiv tancuri și artilerie autopropulsată, începe să „se extindă” în pădurile și orașele de lângă Kiev, în timp ce se pregătesc să avanseze spre capitală.
- 11 martie: Invazia Rusiei în Ucraina (2022): Forțele terestre ucrainene lansează o contraofensivă în Regiunea Cernihiv, recâștigând controlul a cinci așezări de la forțele ruse și confiscând două vehicule blindate rusești de transport de trupe și muniție.
- 11 martie: Invazia Rusiei în Ucraina (2022): Aproximativ 104 soldați ruși sunt luați ca prizonieri de război la Sumî.
- 11 martie: Invazia Rusiei în Ucraina (2022): Rusia le permite voluntarilor străini să se alăture forțelor sale armate pentru a lupta împotriva Ucrainei. Ministrul rus al apărării, Serghei Șoigu, spune că a primit aproximativ 16.000 de cereri, majoritatea de la oameni din Orientul Mijlociu.
- 11 martie: Invazia Rusiei în Ucraina (2022): Rusia lansează lovituri aeriene de „înaltă precizie” asupra aerodromurilor din Luțk și Ivano-Frankivsk din vestul Ucrainei, ucigând patru membri ai serviciului ucrainean de aviație și rănind alți șase. De asemenea, avioanele forțelor aeriene ruse bombardează orașul Dnipro pentru prima dată, distrugând o fabrică de pantofi și ucigând o persoană.
- 11 martie: Air Astana suspendă toate zborurile către și dinspre Rusia, invocând „retragerea asigurării pentru zborurile comerciale”.
- 11 martie: Banca Centrală a Rusiei ordonă tuturor băncilor să nu preia nici-un comision pentru retragerea numerarului în străinătate din conturile bancare ale persoanelor fizice. În plus, toate remitențele din străinătate pot fi retrase numai după ce sunt convertite în ruble.
- 11 martie: Președintele SUA, Joe Biden, anunță că va revoca statutul comercial de națiune cea mai favorizată a Rusiei, în coordonare cu Uniunea Europeană și Grupul celor Șapte. De asemenea, SUA vor interzice toate importurile de fructe de mare, alcool și diamante rusești; interzice noi investiții în Rusia de către cetățenii americani; și să criminalizeze exportul de bancnote americane în Rusia.
- 11 martie: UE anunță că va interzice toate importurile de produse din fier și oțel din Rusia, va interzice exportul de bunuri de lux în Rusia și va îngheța activele de criptomonede ale Rusiei.
- 11 martie: Rusia blochează accesul la Instagram ca răspuns la platformele Meta care permit „apeluri la violență” față de soldații ruși din Ucraina, precum și amenințările cu moartea la adresa președintelui rus Vladimir Putin.
- 11 martie: 2022 EB5, un mic asteroid de 0,8 - 2 metri descoperit de Observatorul Konkoly, explodează într-o minge de foc inofensivă deasupra Oceanului Arctic, la sud de Jan Mayen, la 21:22 UTC. Acesta este cel mai mic asteroid care a fost descoperit înainte de impact.
- 11 martie: YouTube blochează toate conturile asociate cu instituțiile media rusești finanțate de stat pentru încălcarea politicii YouTube de denialism sau banalizarea evenimentelor violente bine documentate.
- 11 martie: Orbita Stației Spațiale Internaționale se ridică cu 850 de metri pentru a se pregăti pentru viitoarea lansare Soyuz MS-21.
- 11 martie: Vicepreședintele american Kamala Harris a sosit la București, unde s-a întâlnit cu Președintele României Klaus Iohannis la Palatul Cotroceni, acolo unde au avut o discuție pe tema descurajarea și apărarea flancului estic al NATO și un pachet cu sancțiuni economice împotriva Rusiei.
- 12 martie: Alegeri prezidențiale în Turkmenistan. Serdar Berdîmuhamedov, fiul autoritarului și excentricului președinte turkmen Gurbangulî Berdîmuhamedov, a câștigat alegerile prezidențiale anticipate și îi va succeda tatălui său la conducerea acestei foste republici sovietice din Asia Centrală.
- 16 martie: Invazia Rusiei în Ucraina (2022): Un atac aerian rusesc asupra Teatrului Mariupol din Mariupol a ucis aproximativ 600 de civili care se adăposteau înăuntru.
- 20 martie: Președintele ucrainean Volodîmîr Zelenski a anunțat că a interzis activitatea partidelor politice pro-ruse, în contextul invaziei rusești din Ucraina.
- 21 martie: Un avion Boeing 737 s-a prăbușit luni dimineață în China. 132 de persoane se aflau la bordul aeronavei care aparținea companiei China Eastern Airlines.
- 24 martie: NATO anunță că patru noi grupuri de luptă cu un total de 4.000 de militari vor fi dislocate în Bulgaria, Ungaria, România și Slovacia, împreună cu o pregătire sporită pentru potențiale amenințări chimice, biologice, radiologice și nucleare.
- 26 martie: Alegeri generale în Malta. pentru a se alege toți cei 65 de membri ai Camerei Reprezentanților din Malta. Partidul Laburist, condus de premierul Robert Abela, câștigă 38 din 65 de locuri.
- 27 martie: Dune a câștigat șase premii la gala Oscar. CODA a fost desemnat cel mai bun film.

## Decese
- 1 martie: Evhen Malîșev, 19 ani, soldat și biatlonist ucrainean (n. 2002)
- 4 martie: Ilie Uzum, 83 ani, istoric și arheolog român (n. 1938)
- 6 martie: Pavlo Lee, 33 ani, actor și prezentator TV ucrainean (n. 1988)
- 6 martie: Andrii Litun (Андрій Миколайович Літун), 52 ani, locotenent-colonel al Forțelor Armate ale Ucrainei, participant la războiul ruso-ucrainean, Erou al Ucrainei (2022), (n. 1969)
- 7 martie: Vitali Gherasimov, 44 ani, general-maior al Forțelor Terestre ruse (n. 1977)
- 7 martie: Jean Mouchel, 93 ani, politician, romancier și fermier francez, membru al Parlamentului European (1982–1983, 1984–1989), (n. 1928)
- 8 martie: Desislav Ciukolov (Десислав Чуколов), 47 ani, politician bulgar, membru al Parlamentului European (2007–2009), (n. 1974)
- 8 martie: Gyo Obata, 99 ani, arhitect american (n. 1923)
- 10 martie: Radu Miron, 94 ani, matematician român, membru titular al Academiei Române și membru de onoare al Academiei de Științe a Moldovei (n. 1927)
- 11 martie: Rupiah Banda, 85 ani, politican zambian, al 4-lea președinte al Republicii Zambia (2008–2011), (n. 1937)
- 11 martie: Andrei Kolesnikov (Андрей Борисович Колесников), 45 ani, general-maior rus (n. 1977)
- 12 martie: Alain Krivine, 80 ani, om politic francez, membru al Parlamentului European (1999–2004), (n. 1941)
- 13 martie: Vic Elford (Victor Henry Elford), 86 ani, pilot englez de Formula 1 și de raliu (n. 1935)
- 13 martie: William Hurt, 71 ani, actor de film american, laureat al Premiului Oscar pentru cel mai bun actor (1986), (n. 1950)
- 14 martie: Scott Hall (Scott Oliver Hall), 63 ani, wrestler american (n. 1958)
- 14 martie: Akira Takarada, 87 ani, actor japonez (n. 1934)
- 16 martie: Lucian Feodorov, 79 ani, deputat român, ales în 2020 din partea AUR (n. 1942)
- 16 martie: Lucian Liciu, 54 ani, pictor, grafician și ilustrator român (n. 1968)
- 16 martie: Yevheniy Volkov (Євгеній Володимирович Волков), sublocotenent ucrainean, Erou al Ucrainei (2022), (n. ?)
- 17 martie: Tadao Satō, 91 ani, critic de film, teoretician și istoric de film, japonez (n. 1930)
- 18 martie: Stelian Dumistrăcel, 84 ani, filolog și publicist român (n. 1937)
- 18 martie: Joel Hasse Ferreira, 77 ani, om politic portughez, membru al Parlamentului European (2004–2009), (n. 1944)
- 19 martie: Barbu Cioculescu, 94 ani, poet, scriitor, eseist, critic literar și traducător român (n. 1927)
- 20 martie: John Purvis, 83 ani, om politic scoțian, membru al Parlamentului European (1999–2009), (n. 1938)
- 20 martie: Reine Wisell, 80 ani, pilot suedez de Formula 1 (n. 1941)
- 21 martie: Soumeylou Boubèye Maïga, 67 ani, prim-ministru al statului Mali (2017–2019), (n. 1954)
- 23 martie: Boris Dorfman (n. Boruh Dorfman), 98 ani, publicist ucrainean de etnie evreiască, născut în România (n. 1923)
- 23 martie: Madeleine Albright (n. Marie Jana Körbelová), 84 ani, om politic american, secretar de stat (1997-2001), (n. 1937)
- 24 martie: John Andrews, 88 ani, arhitect australiano-canadian (n. 1933)
- 24 martie: Reza Baraheni, 86 ani, scriitor, poet, critic și om politic iranian (n. 1935)
- 24 martie: John Andrews, arhitect australian (n. 1933)
- 25 martie: Taylor Hawkins (Oliver Taylor Hawkins), 50 ani, cântăreț, muzician și baterist rock american (Foo Fighters), (n. 1972)
- 28 martie: Mircea Tomuș, 88 ani, critic și istoric literar român (n. 1934)
- 28 martie: Irini Konitopoulou-Legaki (Ειρήνη Κονιτοπούλου-Λεγάκη), 90 ani, cântăreață greacă (n. 1931)
- 30 martie: Egon Franke (Egon Johann Franke), 86 ani, scrimer polonez (floretă), campion olimpic (1964), (n. 1935)
- 31 martie: Niculae Spiroiu, 85 ani, inginer și general de armată român (n. 1936)

### Aprilie
- 1 aprilie: Petre Ivănescu, 85 ani, handbalist și antrenor român (n. 1936)
- 2 aprilie: Grigore Brâncuș, 93 ani, lingvist român (n. 1929)
- 2 aprilie: Estelle Harris (n. Estelle Nussbaum), 93 ani, actriță americană (n. 1928)
- 5 aprilie: Sidney Altman, 82 ani, biolog canadiano-american, specialist în biologie moleculară, laureat al Premiului Nobel pentru Chimie (1989), (n. 1939)
- 5 aprilie: Nehemiah Persoff, 102 ani, actor israelian și american de film (n. 1919)
- 6 aprilie: Vladimir Jirinovski (Влади́мир Во́льфович Жирино́вский), 75 ani, politician rus (n. 1946)
- 6 aprilie: Ana Pascu (n. Ana Ene-Derșidan), 77 ani, scrimeră română (n. 1944)
- 6 aprilie: Domingo Romera (Domingo Romera Alcázar), 85 ani, politician spaniol, membru al Parlamentului European (1986–1994), (n. 1936)
- 9 aprilie: Jack Higgins (aka Henry Patterson), 92 ani, scriitor englez de thriller (n. 1929)
- 12 aprilie: Gilbert Gottfried (Gilbert Jeremy Gottfried), 67 ani, actor de comedie american (n. 1955)
- 12 aprilie: Giorgos Katiforis, 87 ani, politician grec, membru al Parlamentului European (1999–2004), (n. 1935)
- 12 aprilie: Traian Stănescu, 82 ani, actor român (n. 1940)
- 13 aprilie: Michel Bouquet, 96 ani, actor francez (n. 1925)
- 13 aprilie: Freddy Rincón (Freddy Eusebio Rincón Valencia), 55 ani, fotbalist columbian (n. 1966)
- 13 aprilie: Alexandru Șoltoianu, 88 ani, disident politic basarabean (n. 1934)
- 15 aprilie: Henry Plumb, Baron Plumb (Charles Henry Plumb), 97 ani, om politic britanic, membru al Parlamentului European (1979–1999), președinte al Parlamentului European (1987–1989), (n. 1925)
- 15 aprilie: Liz Sheridan (Elizabeth Ann Sheridan), 93 ani, actriță americană (n. 1929)
- 17 aprilie: Remus Mărgineanu, 84 ani, actor român (n. 1938)
- 17 aprilie: Catherine Spaak, 77 ani, actriță, cântăreață și jurnalistă de etnie franco-belgiană, naturalizată italiană (n. 1945)
- 17 aprilie: Radu Lupu, 76 ani, pianist român (n. 1945)
- 18 aprilie: Hermann Nitsch, 83 ani, artist austriac (n. 1938)
- 19 aprilie: Kane Tanaka, 119 ani, supercentenară japoneză (n. 1903)
- 21 aprilie: Mwai Kibaki, 90 ani, politician kenyan, președinte al statului Kenya (2002–2013), (n. 1931)
- 22 aprilie: Mircea Anghelescu, 81 ani, cercetător literar, critic literar, filolog, istoric literar, paleograf și pedagog român (n. 1941)
- 26 aprilie: Klaus Schulze, 74 ani, muzician german, compozitor de muzică electronică (n. 1947)
- 28 aprilie: Jean-Claude Fruteau, 74 ani, politician francez, membru al Parlamentului European (1999–2007), (n. 1947)
- 30 aprilie: Mino Raiola (Carmine Raiola), 54 ani, impresar de fotbal, olandezo-italian (n. 1967)

### Mai
- 1 mai: Ilan Ghilon, 65 ani, politician socialist israelian originar din România, deputat în Knesset-ul statului Israel (1999–2003, 2009–2020), (n. 1956)
- 1 mai: Ivica Osim, 80 ani, fotbalist (atacant) și antrenor bosniac (n. 1941)
- 2 mai: Ursula Braun-Moser, 84 ani, policiană germană, membră al Parlamentului European (1984–1989, 1990–1994), (n. 1937)
- 3 mai: Tony Brooks (Charles Anthony Standish Brooks), 90 ani, pilot englez de Formula 1 (n. 1932)
- 3 mai: Lino Capolicchio, 78 ani, actor italian de teatru, cinema și televiziune (n. 1943)
- 3 mai: Norman Mineta (Norman Yoshio Mineta), 90 ani, politician american (n. 1931)
- 3 mai: Stanislav Șușchievici (Станісла́ў Станісла́вавіч Шушке́віч), 87 ani, politician belarus, primul președinte al Republicii Belarus (1991–1994), (n. 1934)
- 4 mai: Niculae Florea, 100 ani,  inginer chimist și pedolog român (n. 1921)
- 5 mai: Kenneth Welsh (aka Ken Welsh), 80 ani, actor canadian de film (n. 1942)
- 6 mai: Alan Gillis, 85 ani, om politic irlandez, membru al Parlamentului European (1994–1999), (n. 1936)
- 6 mai: Patricia A. McKillip, 74 ani, autoare americană de fantezie și literatură SF (n. 1948)
- 7 mai: Iuri Averbah (Юрий Львович Авербах), 100 ani, șahist rus (n. 1922)
- 7 mai: Elisa Maria Damião, 75 ani, politiciană portugheză, membră al Parlamentului European (1998–2004), (n. 1946)
- 7 mai: Simion Mironaș, 56 ani, fotbalist român (n. 1965)
- 8 mai: Fred Ward (Freddie Joe Ward), 79 ani, actor și producător american de film (Jocul cu moartea, Cursa spațială, Creaturi ucigașe), (n. 1942)
- 10 mai: Leonid Kravciuk (Леонід Макарович Кравчук), 88 ani, politician ucrainean, primul președinte al Ucrainei indepedente (1991–1994), (n. 1934)
- 13 mai: Teresa Berganza (María Teresa Berganza Vargas), 89 ani, solistă spaniolă de operă (mezzosoprană), (n. 1933)
- 13 mai: Ben Roy Mottelson, 95 ani, fizician danez de etnie americană, laureat al Premiului Nobel (1975), (n. 1926)
- 13 mai: Khalifa bin Zayed Al Nahyan, 73 ani, politician din Emiratele Arabe Unite, președinte al Emiratelor Arabe Unite (2004–2022), (n. 1948)
- 15 mai: Jerzy Trela (Jerzy Józef Trela), 80 ani, actor polonez (n. 1942)
- 15 mai: Șerban Valeca (Șerban Constantin Valeca), 65 ani, fizician și politician român (n. 1956)
- 17 mai: Vangelis (n. Evangelos Odysseus Papathanassiou), 79 ani, compozitor grec (n. 1943)
- 18 mai: Henry Mavrodin, 84 ani, pictor român (n. 1937)
- 19 mai: Mariana Cioromila, 70 ani, solistă română de operă (mezzosoprană), stabilită în Brazilia (n. 1952)
- 20 mai: Aurel Romila, 87 ani, medic psihiatru român (n. 1934)
- 23 mai: Francesco Ferrari, 75 ani, politician italian, membru al Parlamentului European (2004–2009), (n. 1946)
- 23 mai: Anita Gradin, 88 ani, politiciană suedeză, Comisar European (1995–1999), (n. 1933)
- 23 mai: Ilkka Suominen, 83 ani, politician finlandez, membru al Parlamentului European (1999–2004), (n. 1946)
- 25 mai: Sylvia Hoișie, 94 ani, unul dintre medicii cercetători români (n. 1927)
- 26 mai: Andrew Fletcher (Andrew John Leonard Fletcher), 60 ani, muzician englez (Depeche Mode), (n. 1961)
- 26 mai: Ray Liotta (Raymond Allen Liotta), 67 ani, actor american (Băieți buni), (n. 1954)
- 26 mai: Ciriaco de Mita (Luigi Ciriaco De Mita), 94 ani, politician italian, prim-ministru al Republicii Italiene (1988-1989), (n. 1928)
- 26 mai: Alan White, 72 ani, muzician englez (baterist), (Yes), (n. 1949)
- 27 mai: Angelo Sodano, 94 ani, prelat al Sfântului Scaun, Secretar de Stat al Sfântului Scaun (1991–2006), (n. 1927)
- 27 mai: Michael Sela, 98 ani, imunolog israelian, membru de onoare al Academiei Române, laureat al Premiului Wolf pentru medicină (1998), (n. 1924)
- 28 mai: Bujar Nishani, 55 ani, politician albanez, președinte al Republicii Albaneze (2012–2017), (n. 1966)
- 28 mai: Yves Piétrasanta, 82 ani, politician francez, membru al Parlamentului European (1999–2004), (n. 1939)
- 29 mai: Evaristo Carvalho (Evaristo do Espírito Santo Carvalho), 79 ani, politician, prim-ministru (1994, 2001–2002) și al 4-lea președinte al statului São Tomé și Príncipe (2016–2021), (n. 1942)
- 29 mai: Virgil Dridea, 81 ani, fotbalist și antrenor român (n. 1940)
- 31 mai: Vasile Rădulescu, 77 ani, deputat român (1990-1992), (n. 1945)